# 艾蒂安-路易·马吕斯

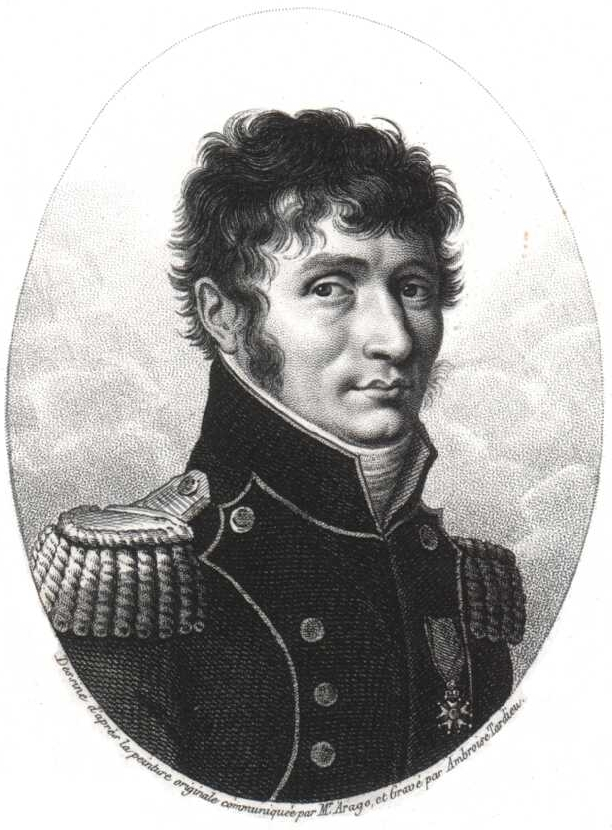
马吕斯

艾蒂安-路易·马吕斯（法語：Étienne Louis Malus，法語發音：[etjɛn lwi malys]；1775年7月23日—1812年2月24日），法国官员、工程师、物理学家和数学家。

## 生平
马吕斯出生于法国巴黎。他参加了拿破仑的远征远征到埃及（1798年至1801年），是埃及研究所（Institut d'Egypte）的数学组成员之一。马吕士在1810年成为法國科学院的成员。在1810年伦敦皇家学会授予他拉姆福德奖章（Rumford Medal）。
他的数学工作几乎完全專注於光的研究。他研究的几何系统称为「光線系统」，与尤利烏斯·普呂克的线几何密切相关。他进行实验来加以验证克里斯蒂安·惠更斯的光学理论，以分析形式改写了理论。于1809年时出版了他发现的用反射機制製成偏振光的方法，在1810年出版了他的光在晶體裡的双折射現象理论。
马吕斯试图找出偏振角度和反光材料的折射率這兩個物理量之间的关系。虽然他正确地推斷出對於水所表現出的關係，但是他不能對於玻璃給出這關係，這是因为提供给他的玻璃材料品质很低（当时大多数的玻璃會在表面和内部之間顯示出变异的折射率）。 直到1815年大衛·布儒斯特先生才獲得较好品质的玻璃进行测试，并正確地表述出其著名的布儒斯特定律。
马吕斯定律定量地給出偏振光通過檢偏器後的輻照度，考慮到偏振方向與檢偏器傳輸軸方向之間的夾角角度。
马吕斯定理是关于同源光经多次反射、折射后保持与波前垂直的定理。
馬呂思對於偏振現象做出諸多貢獻，後人尊稱他為「偏振之父」。:2050-2051:448他的名字是艾菲尔铁塔题写的72个名字中的其中之一。